# 담관
담관(膽管)은 대부분의 척추동물에서 볼 수 있는, 쓸개즙을 전달하는 길고 수가 많은 관 형태의 구조물을 두루 가리키는 용어이다. 담관은 음식의 소화에 필수적이며 간에 의해 분비되는 쓸개즙을 간관(hepatic duct)으로 전달한다.